# فیلیپ بارتلی
فیلیپ بارتلی (انگلیسی: Philip Bartley؛ 23 December 1907 – ۱۹۷۸ (۶۳−۶۴ سال)) بازیکن فوتبال بود.
از باشگاه‌هایی که در آن بازی کرده‌است می‌توان به باشگاه فوتبال نوریچ سیتی اشاره کرد.